# Záblatí u Ponědraže
Záblatí (deutsch Sablat, älter auch Sablath) ist eine Gemeinde in Tschechien. Sie befindet sich 21 Kilometer nordöstlich des Stadtzentrums von České Budějovice und gehört zum Okres Jindřichův Hradec.

## Geographie
Záblatí befindet sich auf dem Gebiet des UNESCO-Biosphärenreservates Třeboňsko rechtsseitig des Kanals Zlatá stoka zwischen den großen Fischteichen Záblatský rybník und Ponědražský rybník.
Nachbarorte sind Ponědraž im Nordosten, Frahelž im Osten, Klec und Lomnice nad Lužnicí im Südosten, Smržov im Süden, Mazelov im Westen sowie Lhotský Dvůr im Nordwesten.

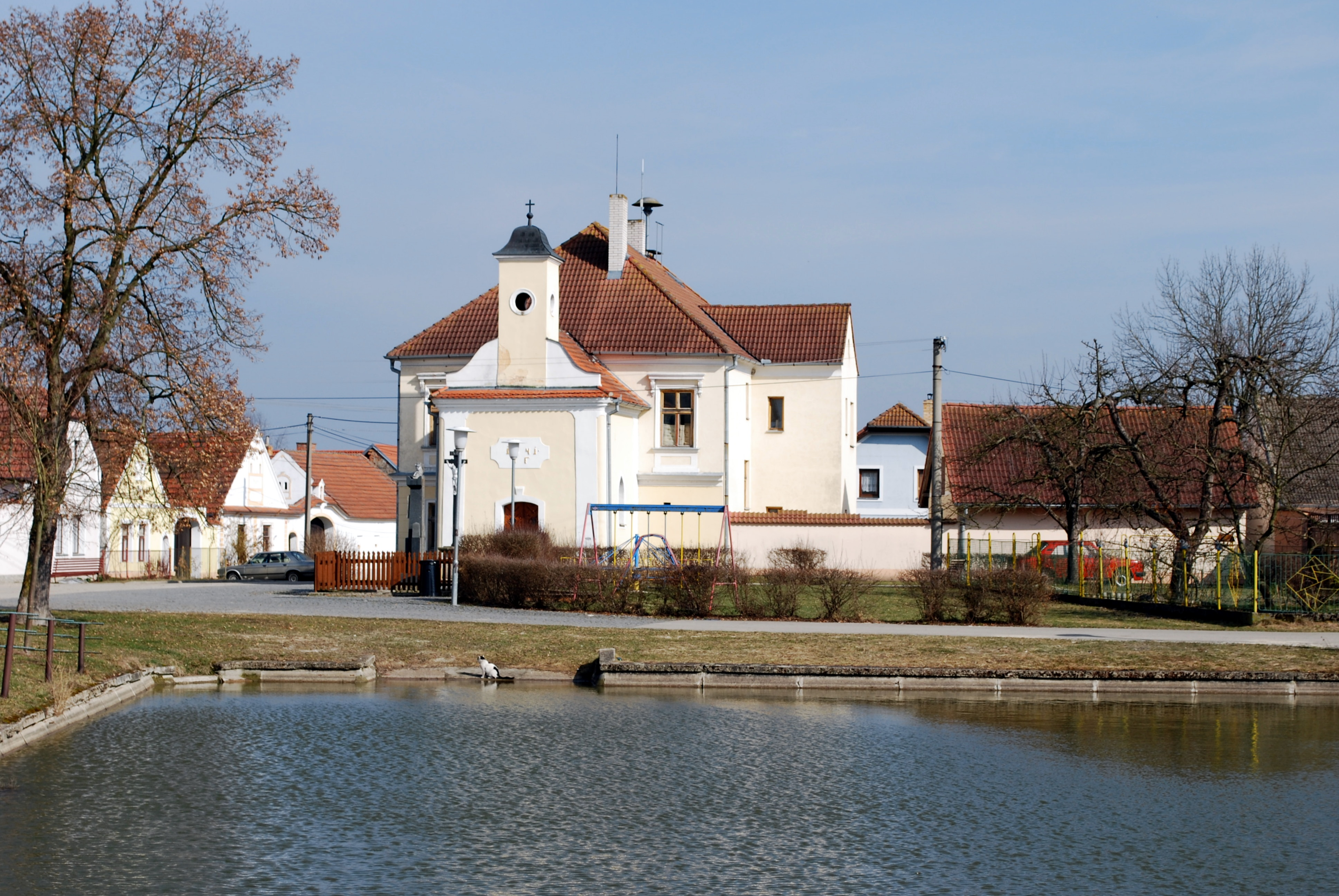
Dorfplatz mit Teich und Kapelle

## Geschichte
Erstmals urkundlich erwähnt wurde Záblatí im Jahre 1358. Das Dorf wurde zum Ende des 13. Jahrhunderts um die heutige Mühle angelegt. Anhand vorgefundener Mauerreste lässt sich darauf schließen, dass sich an der Stelle der Mühle zu dieser Zeit eine Feste oder Klosteranlage befand. Der Ort gehörte zu dieser Zeit größtenteils zur Herrschaft des Zdeňek von Lhota, dessen Sitz sich an der Stelle der Einschicht Nosek befand. Nach Lhotas Tod kam Záblatí zur Herrschaft Lomnice und wurde 1430 von den Sternbergern zu Bechyně zugeschlagen.
1513 erwarb Peter IV. von Rosenberg das Dorf einschließlich des Teiches. Das Gut Záblatí, das der Rosenberger ebenfalls miterwarb, muss im 16. Jahrhundert eingegangen sein und wurde später nie wieder erwähnt. Peter IV. erhob die Feste zum Erblehn und verzichtete auf den Heimfall. Der seit 1510 unter Leitung von Štěpánek Netolický errichtete „Goldene Kanal“ von der Lainsitz folgte bis zum Záblatský rybník dem alten Strúha-Kanal. 1527 erhielt der Teich, wiederum unter Netolický, eine steinerne Tarrasmauer. Das Dorf bestand 1533 aus 13 Anwesen.
Zwischen 1580 und 1582 erfolgte die Vergrößerung des Záblatský rybník auf 338 ha Wasserfläche. Nach dem Aussterben der Rosenberger wurden die Schwanberger Besitzer des Ortes und 1620 folgte Charles Bonaventure de Longueval, Comte de Bucquoy. 1660 gelangte Záblatí mit der Herrschaft Třeboň an die Schwarzenberger. Bis 1751 gehörte Záblatí zum Bechyner Kreis und nach dessen Auflösung zum Budweiser. Nach der Ablösung der Patrimonialherrschaften wurde Záblatí 1848 zu einer selbständigen Gemeinde und kam am 25. September 1850 zur neu errichteten Bezirkshauptmannschaft Jindřichův Hradec.

## Gemeindegliederung
Für die Gemeinde Záblatí sind keine Ortsteile ausgewiesen.